# Arrondissement La Châtre
Das Arrondissement La Châtre ist eine Verwaltungseinheit des französischen Départements Indre innerhalb der Region Centre-Val de Loire. Verwaltungssitz (Unterpräfektur) ist La Châtre.
Im Arrondissement
La Châtre liegen zwei Wahlkreise (Kantone) und 51 Gemeinden.

## Wahlkreise
- Kanton La Châtre (mit 26 von 34 Gemeinden)
- Kanton Neuvy-Saint-Sépulchre

## Gemeinden
Die Gemeinden des Arrondissements La Châtre sind:
| 1. Aigurande (36001)                | 2. Briantes (36025)         | 3. Buxières-d’Aillac (36030)              | 4. Champillet (36038)              |
| 5. Chassignolles (36043)            | 6. Cluis (36056)            | 7. Crevant (36060)                        | 8. Crozon-sur-Vauvre (36061)       |
| 9. Feusines (36073)                 | 10. Fougerolles (36078)     | 11. Gournay (36084)                       | 12. La Berthenoux (36017)          |
| 13. La Buxerette (36028)            | 14. La Châtre (36046)       | 15. La Motte-Feuilly (36132)              | 16. Lacs (36091)                   |
| 17. Le Magny (36109)                | 18. Lignerolles (36095)     | 19. Lourdoueix-Saint-Michel (36099)       | 20. Lourouer-Saint-Laurent (36100) |
| 21. Lys-Saint-Georges (36108)       | 22. Maillet (36110)         | 23. Malicornay (36111)                    | 24. Mers-sur-Indre (36120)         |
| 25. Montchevrier (36126)            | 26. Montgivray (36127)      | 27. Montipouret (36129)                   | 28. Montlevicq (36130)             |
| 29. Mouhers (36133)                 | 30. Néret (36138)           | 31. Neuvy-Saint-Sépulchre (36141)         | 32. Nohant-Vic (36143)             |
| 33. Orsennes (36146)                | 34. Pérassay (36156)        | 35. Pouligny-Notre-Dame (36163)           | 36. Pouligny-Saint-Martin (36164)  |
| 37. Saint-Août (36180)              | 38. Saint-Chartier (36184)  | 39. Saint-Christophe-en-Boucherie (36186) | 40. Saint-Denis-de-Jouhet (36189)  |
| 41. Sainte-Sévère-sur-Indre (36208) | 42. Saint-Plantaire (36207) | 43. Sarzay (36210)                        | 44. Sazeray (36214)                |
| 45. Thevet-Saint-Julien (36221)     | 46. Tranzault (36226)       | 47. Urciers (36227)                       | 48. Verneuil-sur-Igneraie (36234)  |
| 49. Vicq-Exemplet (36236)           | 50. Vigoulant (36238)       | 51. Vijon (36240)                         |                                    |

## Neuordnung der Arrondissements 2017

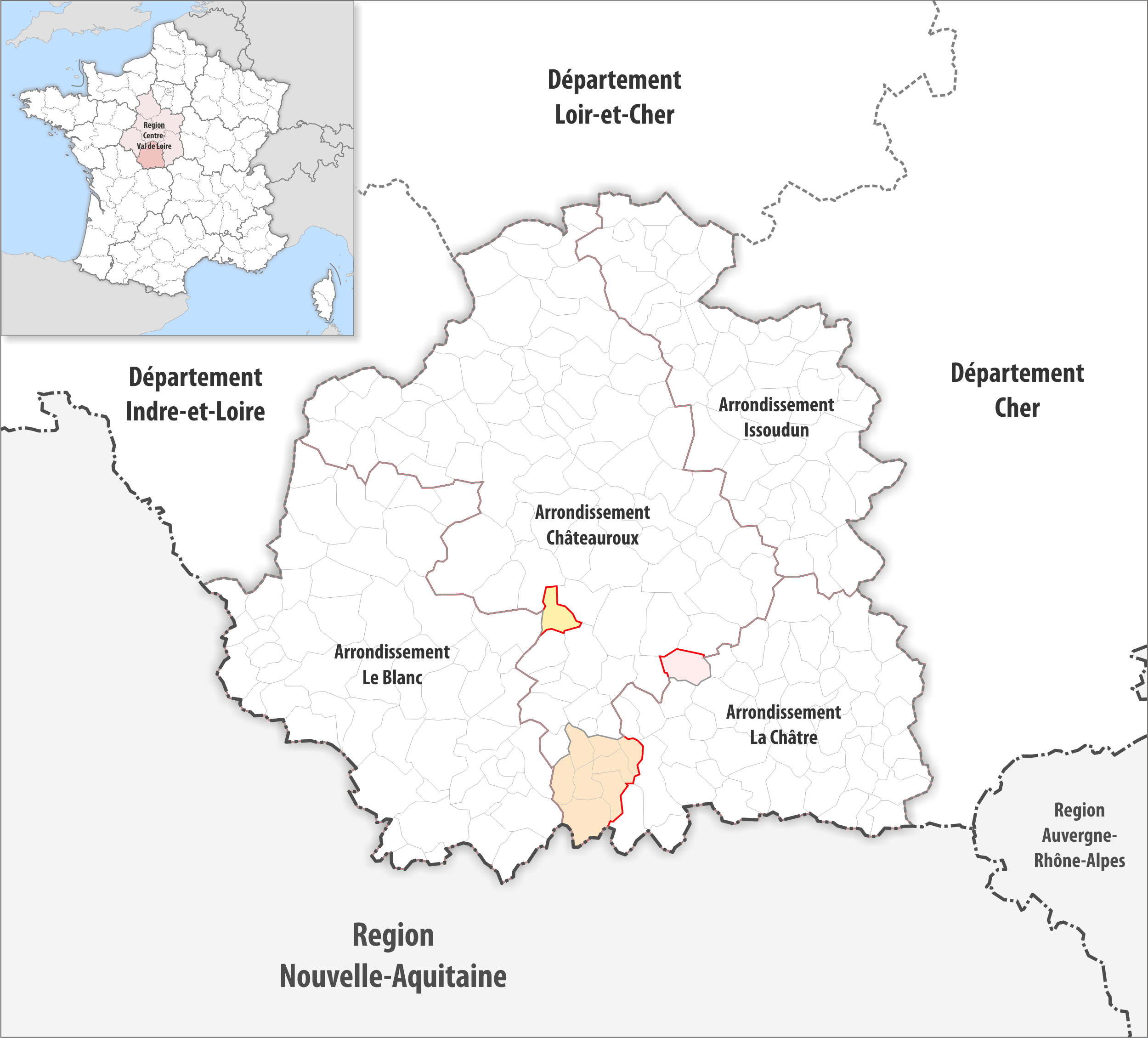
Arrondissementsanpassungen im Jahr 2017

Durch die Neuordnung der Arrondissements im Jahr 2017 wurden die acht Gemeinden Badecon-le-Pin, Baraize, Bazaiges, Ceaulmont, Cuzion, Éguzon-Chantôme, Gargilesse-Dampierre und Pommiers aus dem Arrondissement La Châtre dem Arrondissement Châteauroux zugewiesen.
Dafür wechselte aus dem Arrondissement Châteauroux die Gemeinde Buxières-d’Aillac zum Arrondissement La Châtre.